# 凱蘭特崑山
凱蘭特崑山（泰雅語：（澤敖利語群）），又稱卡南達崑山，是臺灣雪山山脈主脊上的一段連嶺，為知名登山路線聖稜線的一段，在雪山北峰與北稜角之間，行政區位於臺中市和平區平等里與苗栗縣泰安鄉梅園村交界，雪霸國家公園範圍內。在這段連嶺上，有標高為3731、3705、3686公尺等數個微小起伏的巒頭，在各登山界列表及各出版之地圖標示凱蘭特崑山主峰及凱蘭特崑山北峰、凱蘭特崑北山、凱蘭特崑山之一、凱蘭特崑山之二等山名，所指之地點並無一致。

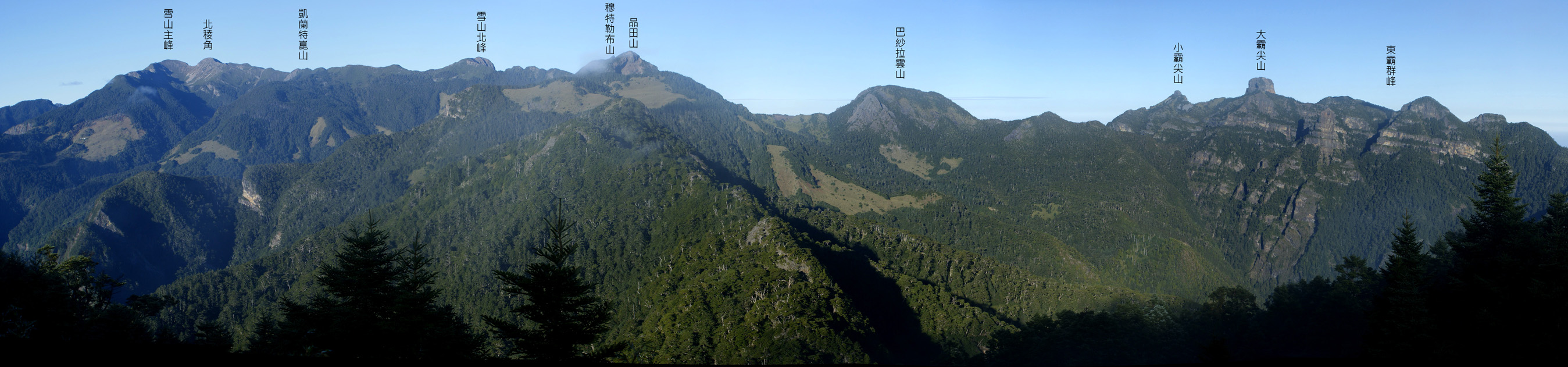
自桃山山屋眺望聖稜線，圖中「凱蘭特崑山」標示為原本不鏽鋼標柱所在的巒頭，2015年雪霸國家公園將此標示處改為「凱蘭特崑山北峰」（但與王雲卿所稱「凱蘭特崑北山」並非同一處），並將標柱移至左邊隔壁的微小起伏巒頭

日治時的記錄中，凱蘭特崑山（日文片假名轉寫）原是竹東霞喀羅群泰雅族指稱今雪山北峰。:114頁註釋現今凱蘭特崑山演變為北稜角至雪山北峰這段長約3公里的連嶺，原為造山運動殘餘的平準面，誠如登山家邢天正路經所感，高度相若，起伏甚微，不易察覺，只有三、五巒頭略具山峰之勢，若在霧中路過其頂，亦難知道；從他處眺望幾如平嶺，無顯著起伏，亦難指認何者為峰頂，似無取山名的必要:下冊15。登山界過去數十年來的記錄所認定山頂的位置也各有不同。1956年《聯勤版台灣五萬分一地形圖》（俗稱《老五萬》）在雪山與次高北山之間的連嶺上標示南北兩個獨立標高3735、3686公尺，1966年王雲卿將3735峰標為「凱蘭特崑山」、3686峰標為「凱蘭特崑北山」，:上冊61972年邢天正將3735峰標為「凱蘭特崑山之一」、3686峰標為「凱蘭特崑山之二」:下冊15。後來1980年代以後的經建版地形圖將3735峰變更為3731公尺、3686峰不再標示（改為標示位在更北邊的3667峰）。1978年4月，台南市登山會成立「百五十岳俱樂部」，將凱蘭特崑山選列百五十岳，原本縱走聖稜線途中常經過峰頂而不知不覺，其確實的位置為有志集滿百五十岳者關注。在實地，海拔3731公尺峰是水管路南側的玉山圓柏叢圓峰；而水管路北側海拔3705公尺的岩峰巒頭（國土測繪中心圖資標示，但聯勤版與經建版地形圖皆未標示），原本立有「凱蘭特崑山」不鏽鋼標柱，許多人認為此為山頂，又常有人錯認此巒頭即為地圖上的3731公尺峰，而將水管路山徑錯繪在3731公尺峰的南側。2015年，雪霸國家公園訂定原先放置不鏽鋼標柱的3705峰稱為凱蘭特崑山北峰，而與王雲卿、邢天正所標註的3686峰並非同一處；又訂定主峰位置為水管路口南側，連嶺上標示海拔高度3731公尺的圓柏叢圓峰，將標柱改移至此峰。相關標示將依此陸續修改。